# 宗重尚
宗 重尚（そう しげひさ）は、鎌倉時代の武将。宗氏初代当主。

## 出自
父は平知宗とされ、所伝では平知盛の子・知宗は元暦2年/寿永4年（1185年）の壇ノ浦の戦い後、惟宗氏に養われたとし、桓武平氏であると称していた。実際は島津氏と同じく惟宗氏の出身だといわれる。

## 略歴
寛元3年（1245年）、対馬国の阿比留親元が反乱を起こしたため、これを討つために筑前国より対馬に入島した。翌寛元4年（1246年）に阿比留氏の反乱を平定し、対馬の国主となったとされる。近年の研究では、その存在が疑問視されている。

## 韓国での捏造
韓国の黄白炫（ファン・ベクヒョン）は、宗重尚は朝鮮半島・釜山出身で元の姓は宋であったと主張している。

この研究によれば重尚の墓が存在しないのは（後世の創作による人物だからではなく）遺体を出身地の釜山に移送したためであり、重尚の墓は釜山のいずれかにあるとしている。

現実には重尚の墓は木武古婆神社に現存している。